# Тахиаташская ТЭС
Тахиаташская ТЭС (узб. Tahiyatosh IES) — тепловая электростанция в городе Тахиаташе Тахиаташского района Каракалпакстана.

## История
Энергоблок № 1 был введён в эксплуатацию в 1956 году, № 5 — в 1967 году, № 6 (мощностью 210 МВт) — в феврале 1990 года.
В 2004 году ОАО «Тахиаташская ГРЭС» была преобразована в АО «Тахиаташская ТЭС».
В 2015 году «Узбекэнерго» объявила тендер на реализацию проекта «Строительство двух парогазовых установок мощностью по 230—280 МВт на Тахиаташской ТЭС». По их итогам 23 декабря 2016 года АО «Узбекэнерго» заключила контракт с консорциумом компаний «Нyundai Engineering Co. Ltd.» и «Нyundai Engineering & Construction Co. Ltd.» на общую сумму €103,96 млн и $328,1 млн. Позже сумма контракта была уменьшена на $10 млн. Проект планировалось завершить к 2020 году.
После реконструкции устаревшее оборудование планируется вывести из эксплуатации, а 3 паровые турбины и 6 котлоагрегатов — оставить в качестве резервных.